# Poradz (Sławoborze)
Poradz (deutsch Petersfelde) ist ein Dorf in der Woiwodschaft Westpommern in Polen. Es gehört zu der Gmina Sławoborze (Gemeinde Stolzenberg) im Powiat Świdwiński (Schivelbeiner Kreis). 

## Geographische Lage
Das Dorf liegt in Hinterpommern etwa 30 Kilometer südlich von Kołobrzeg (Kolberg). Nachbardörfer sind vier Kilometer nördlich Dębica (Damitz), fünf Kilometer nordöstlich Słowenkowo (Neugasthof), fünf Kilometer südöstlich Stare Ślepce (Alt Schleps) und fünf Kilometer südlich Powalice (Petershagen). Westlich des Dorfes liegt Wald, dahinter die Wohnplätze Bukowo (Buchwald) und Kamień Rymański (Hohenfier).
Der zeitweise zu Petersfelde gehörende Wohnplatz Kalina (Meierei) liegt etwa ein Kilometer östlich des Dorfes, der Wohnplatz Drzeń (Dryhn) etwa zwei Kilometer südlich.

## Geschichte
Petersfelde war bis zum Ende des 19. Jahrhunderts ein Vorwerk des Rittergutes in Petershagen, des größten Gutsbetriebes im Kreis Kolberg-Körlin. Brüggemann erwähnt es in seiner Beschreibung von Petershagen nur kurz als „die Schäferey Petersfelde, ehemals die Heideschäferey genannt“. In Petersfelde wohnten einige der Tagelöhnerfamilien.
Als 1891/1893 das Rittergut Petershagen aufgeteilt wurde, wurde Petersfelde separat verkauft und vom Erwerber als selbständiges Gut bewirtschaftet. Doch bereits 1903 wurde es zwangsversteigert und von zwei Berliner Kaufleuten erworben. Diese konnten 1910 auch das benachbarte Dryhn erwerben, gleichfalls ein ehemaliges Vorwerk von Petershagen und seit 1891/1893 als selbständiges Gut bewirtschaftet. Petersfelde und Dryhn wurden nun von ihnen parzelliert, dabei entstanden 27 Rentengüter sowie die Restgüter Dryhn und Petersfelde.
Die politische Ordnung folgte der wirtschaftlichen Entwicklung: Petersfelde gehört ursprünglich zum Gutsbezirk Petershagen. Um 1900 wurde ein eigener Gutsbezirk Petersfelde mit einem Gebiet von 2375 Hektar gebildet. Nach der Parzellierung ab 1910 wurde an Stelle des Gutsbezirks die Landgemeinde Petersfelde gebildet.
Mit der Abschaffung der Gutsbezirke in Preußen im Jahre 1928 wurde schließlich auch der benachbarte Gutsbezirk Meierei, der eine Arbeiterkolonie umfasste, in die Landgemeinde Petersfelde eingegliedert. Bis 1945 gehörte die Landgemeinde Petersfelde zum Kreis Kolberg-Körlin der Provinz Pommern.
1936 wurde bei Petersfelde ein Flugfeld errichtet. Im Zweiten Weltkrieg erwarb das Reich die Restgüter Petersfelde und Dryhn zur Anlage eines Artillerie-Schießplatzes.
Nach dem Zweiten Weltkrieg kam Petersfelde, wie ganz Hinterpommern, an Polen. Der Ort erhielt den polnischen Namen Poradz.

## Entwicklung der Einwohnerzahlen
- 1816: 017[4]
- 1864: 028[4]
- 1871: 023[4]
- 1895: 081[4]
- 1910: 152[4]
- 1925: 261[4]
- 1933: 367[4]
- 1939: 319[4]